# 487 (číslo)
Čtyři sta osmdesát sedm je přirozené číslo. Následuje po čísle čtyři sta osmdesát šest a předchází číslu čtyři sta osmdesát osm. Římskými číslicemi se zapisuje CDLXXXVII a řeckými číslicemi υπζ.

## Matematika
487 je:
- Deficientní číslo
- Prvočíslo
- Šťastné číslo

## Astronomie
- (487) Venetia je planetka hlavního pásu, kterou objevil v roce 1902 Luigi Carnera

## Roky
- 487
- 487 př. n. l.